# Rohatec (Dolnooharská tabule)
Rohatec (264 m n. m.) je vrch v okrese Litoměřice Ústeckého kraje. Leží mezi obcí Křesín a vsí Dubany na pomezí jejich katastrálních území.
Rohatec je nejvyšší vrchol z rozsáhlé skupinové elevace zvané Rohatecká výšina. Dalšími vrcholy jsou severně Vrcha (248 m), dále na sever Senec (216 m), severozápadně Viselec (227 m) a západoseverozápadně Visálek (202 m).

## Geomorfologické zařazení
Geomorfologicky vrch náleží do celku Dolnooharská tabule, podcelku Hazmburská tabule, okrsku Klapská tabule, podokrsku Slatinská tabule a části Rohatecká výšina.